# Ralph supermaxieroe
Ralph supermaxieroe (The Greatest American Hero) è una serie televisiva prodotta negli Stati Uniti e andata in onda per la prima volta dal 1981 al 1983 sul canale ABC. In Italia fu trasmessa su Canale 5 e in seguito su Italia 1.
Il telefilm è una commedia sui supereroi. La serie è tipica dello stile del produttore Stephen J. Cannell, in cui la trama è secondaria alle relazioni tra i personaggi. Il meccanismo del telefilm è basato sulle difficoltà di un trio di persone comuni nel vivere avventure da supereroe nel mondo reale.

## Trama
Ralph Hinkley è un insegnante di una scuola superiore pubblica di Los Angeles. Durante una gita incontra degli extraterrestri che gli danno un costume speciale dal colore rosso vivo che gli fornisce abilità superumane. Inoltre, durante l'incontro, gli alieni gli chiedono di collaborare con l'agente speciale dell'FBI Bill Maxwell. Ralph dovrà usare la tuta come mezzo per combattere il crimine e l'ingiustizia nel mondo. Ralph tuttavia, avendo smarrito il manuale di istruzioni fornito con il costume, non riesce ad imparare ad usarlo correttamente e deve procedere per tentativi, divenendo così un supereroe goffo e imbranato.
Successivamente, anche l'avvocatessa Pam Davidson, che ha gestito il divorzio di Ralph, incontra gli alieni e si unisce a Ralph e Bill durante le missioni.
Nell'episodio della seconda stagione "Don't Mess Around with Jim", Ralph e Maxwell scoprono di non essere il primo duo a ricevere un'uniforme dagli alieni. Jim "JJ" Beck aveva ricevuto l'incarico assieme all'agente Marshall Dunn, ma Jim fu sopraffatto dal potere della tuta, e la usò per ottenere guadagni illeciti, finché gli alieni lo scoprirono e gli portarono via la tuta per darla a Ralph. Non è noto se ci fossero o meno altri prima di Jim che furono visitati dagli alieni. In "Divorce Venusian Style" Ralph riceve un altro libretto di istruzioni durante un nuovo incontro con un alieno, presumibilmente l'ultima copia rimasta, ma perde anche questo.
Nell'ultimo episodio il segreto di Ralph viene rivelato, così gli alieni gli dicono di trovare un sostituto adatto: con grande disappunto di Bill, Ralph sceglie una donna come suo successore. Questo è in realtà il pilot della serie The Greatest American Eroine (vedi sotto) rieditato come un episodio della serie originale.

### Poteri e abilità

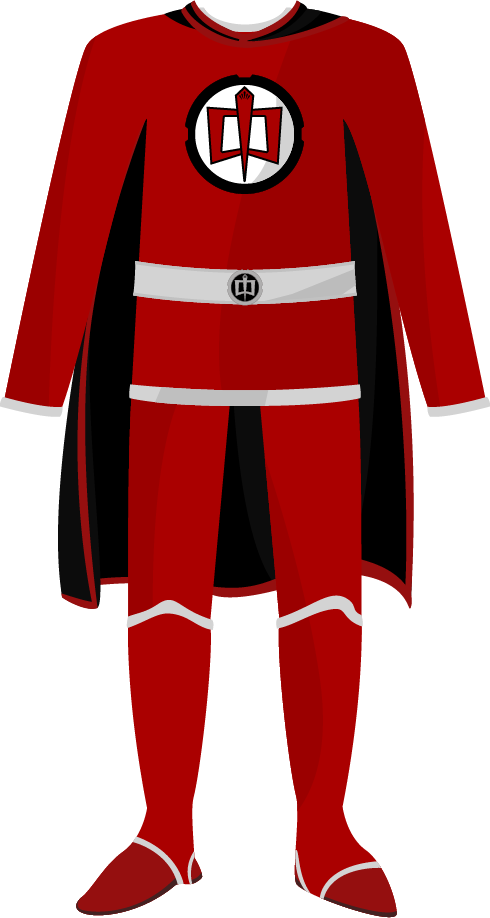
La tuta del protagonista

L'uniforme di Ralph gli conferisce molti dei poteri tipici dei classici supereroi, quali volo, super forza, invulnerabilità, invisibilità, precognizione, telecinesi, visione a raggi X, super velocità, ecc. Quando Ralph ha perso il manuale di istruzioni della tuta, la sua scoperta di questi superpoteri spesso lo lascia interdetto, ad esempio, mentre la tuta consente a Ralph di volare, non gli conferisce alcuna particolare abilità nell'atterraggio, quindi spesso egli si schianta in terra o su un ostacolo.
Il personaggio di Ralph non riceve mai un vero "nome da supereroe", sebbene Joey Scarbury canti la canzone di Elton John "Rocket Man" nel pilot. Nell'episodio pilota, Ralph si riferisce sarcasticamente a se stesso come "Captain Crash" in riferimento alla sua terribile capacità di volo; e successivamente "Captain Gonzo" nell'episodio "The Shock Could Kill You".
In un'intervista presente nel DVD della prima stagione, Stephen J. Cannell rivela che il design del simbolo sulla parte anteriore della tuta è in realtà basato su un paio di forbici che aveva sulla scrivania durante la progettazione dell'uniforme. Ha detto che il costumista gli ha chiesto che aspetto avesse l'emblema sul petto dell'abito ma il produttore non aveva ancora deciso. Il designer ha quindi raccolto le forbici dalla scrivania, le ha tenute a testa in giù e ha detto "Questo è il tuo emblema" e Cannell ha approvato quella decisione. La simmetria bilaterale del simbolo apparentemente evitava il problema della "S all'indietro" riscontrato nelle Avventure di Superman nella quale i curatori a volte "floppavano" filmati d'archivio di George Reeves in volo, facendo apparire lo scudo "S" invertito. Tuttavia, ciò accade anche in questa serie in quanto in molte sequenze di volo Ralph indossava un orologio e questo si alternava da un polso all'altro.
Sebbene i poteri derivanti dal costume alieno rosso di Ralph fossero alquanto generici, sussistevano alcune similitudini con i poteri di Superman, e la Warner Bros., proprietaria della DC Comics, intentò una causa legale contro la ABC per plagio, ma alla fine si risolse in un nulla di fatto. Tuttavia, la serie ha in realtà maggiore connessione con un'altra proprietà DC, Lanterna Verde, in quanto condivide il concetto di base di un normale essere umano dotato di un'arma potente che garantisce abilità straordinarie da parte degli extraterrestri, inclusa la successiva apparizione nella serie di un alieno che ricorda vagamente i Guardiani dell'Universo.

### Il cognome di Ralph
Il nome del personaggio principale era originariamente Ralph Hinkley, ma dopo il tentativo di omicidio di Ronald Reagan da parte di John Hinckley, Jr., il 30 marzo 1981, il cognome è stato frettolosamente cambiato in "Hanley" in due episodi. In "Saturday on Sunset Boulevard", andato in onda pochi giorni dopo l'incidente, ciò è stato ottenuto sovraincidendo i dialoghi (cioè "Hinkley" in "Hanley") ogni volta che il cognome del personaggio veniva pronunciato ad alta voce. Per il resto della prima stagione, il personaggio veniva generalmente chiamato "Ralph" o "Mister H", anche se in "The Best Desk Scenario", quando Ralph riceve una promozione e un nuovo ufficio, vediamo il nome "Ralph Hanley" sulla targa della porta. Nella seconda stagione i produttori hanno restituito il cognome del personaggio all'originale Hinkley.
Nelle versioni doppiate chiaramente potrebbero essere state prese decisioni diverse. Nella versione italiana ad esempio gli studenti chiamano Ralph sempre solo Mister H, mentre Bill e Pam non menzionano mai il suo cognome.

## Episodi
| Stagione         | Episodi | Prima TV originale | Prima TV Italia |
| ---------------- | ------- | ------------------ | --------------- |
| Prima stagione   | 8       | 1981               |                 |
| Seconda stagione | 22      | 1982               |                 |
| Terza stagione   | 14      | 1983               |                 |

## Personaggi e interpreti
La parte del protagonista Ralph Hinkley fu interpretata da William Katt, Bill Maxwell fu interpretato da Robert Culp, e Connie Sellecca interpretò Pam Davidson.
Si vedevano regolarmente anche Rhonda Blake (Faye Grant), Tony Villicana (Michael Paré) e Cyler Johnson (Jesse D. Goins), tre degli studenti di Ralph e il supervisore dell'FBI di Bill Les Carlisle (William Bogert).

## Sigla
La sigla iniziale Believe It or Not è cantata da Joey Scarbury. La canzone diventò molto famosa durante il corso della serie. Essa debuttò in classifica nella Top 40 della statunitense Billboard Hot 100 il 9 maggio 1981, raggiungendo la seconda posizione nella settimana dal 15 al 22 agosto, restando in classifica per ben 18 settimane nelle prime quaranta posizioni. Il brano salì anche in vetta alla classifica Record World Chart.

## Opere correlate

### The Greatest American Heroine
Nel 1986 si tentò di rilanciare la serie, ma siccome il protagonista William Katt non volle più interpretare il personaggio, la protagonista divenne Mary Ellen Stuart, affiancata dal resto del cast originale. Nacque così The Greatest American Heroine, venne realizzato un pilot diretto da Tony Mordente e scritto da Babs Greyhosky che però non fu seguito da una stagione televisiva ed il progetto naufragò. Questo episodio lo si può comunque considerare come ultimo capitolo della storia, in cui si assiste ad un ideale passaggio di consegne tra il vecchio protagonista e la nuova eroina.
Il pilot venne trasmesso solo da TV minori e venne presto dimenticato.
La trama vedeva Bill raccontare ad un registratore le avventure vissute con Ralph fino al giorno in cui, durante il salvataggio di una ragazza, Ralph viene visto da tutti e il Presidente degli Stati Uniti d'America lo dichiara "Il più grande eroe americano".
La fama e le apparizioni televisive però gli impediscono l'anonimato voluto dagli extraterrestri e anche il rapporto con Pam si deteriora; i due vengono rapiti dagli alieni che dicono a Ralph di dare il costume ad un altro "portatore" per combattere il male. Quando il costume verrà ceduto gli alieni faranno sì che il mondo si dimentichi di Ralph, di Pam, Bill e delle loro imprese.
Dopo alcune ricerche trovano Holly Hathaway, una insegnante elementare, che impersona le caratteristiche di altruismo e bontà richieste dagli alieni.
Bill si troverà riluttante a doverle fare da istruttore e poi in coppia con lei affronterà un nuovo caso. Alla fine le sue preoccupazioni sul lavorare con una donna spariscono e comincia il nuovo sodalizio.

### Altre opere
Editi dalla "Catastrophic Comics", diretta dallo stesso William Katt, nel 2008 furono pubblicati tre albi a fumetti sulla serie The Greatest American Hero ambientati nel 2008.
Una serie di 6 web-episodi con protagonisti un nuovo Ralph, una nuova Pam e un nuovo Bill (affiancati da una cheerleader anch'essa in costume) è stata realizzata nel 2009 e riprende i temi del telefilm.
Nel 2008 era stato annunciato anche un adattamento cinematografico della serie. Rimandato e programmato quindi per il 2013 con la regia di Stephen Herek e la sceneggiatura di Chris Matheson e Ryan Rowe, del film non si è poi più avuta notizia.